# Kokatylen
Kokatylen, etylobenzoiloekgonina – organiczny związek chemiczny z grupy pochodnych tropanu, ester etylowy benzoiloekgoniny. Strukturalnie podobny do kokainy, metylowego estru benzoiloekgoniny. Powstaje in vivo w wątrobie, jeśli we krwi są obecne kokaina i etanol.
Kokatylen wykazuje działanie euforyczne, a jego działanie jest dłuższe niż kokainy. Ma wyższe powinowactwo do transporterów dopaminy niż kokaina.